# Natuurbrug Het Groene Woud
De Natuurbrug Het Groene Woud is een ecoduct in de Nederlandse provincie Noord-Brabant.
De Natuurbrug Het Groene Woud ligt tussen Boxtel en Best over de autosnelweg A2. Het ecoduct is in 2005 gebouwd door Rijkswaterstaat samen met het Ministerie van Landbouw, Natuur en Voedselkwaliteit, de provincie Noord-Brabant en de stichting Het Brabants Landschap. Het ecoduct verbindt twee delen van Het Groene Woud met elkaar.